# Neun Stunden zur Ewigkeit
Neun Stunden zur Ewigkeit (Originaltitel: Nine Hours to Rama) ist ein Spielfilm aus dem Jahr 1963 von Mark Robson mit Horst Buchholz in der Hauptrolle. Der Historienfilm, dessen Drehbuch auf dem gleichnamigen Roman von Stanley Wolpert basiert, entstand in britisch-amerikanischer Co-Produktion.

## Handlung
Nach seiner Entlassung aus der britischen Kolonialarmee erfährt der junge Inder Nathuram Godse, dass seine Braut und sein Vater bei Unruhen ums Leben gekommen sind. Er verspricht seiner Mutter, Gewalt mit Gewalt zu bekämpfen. Er tritt einer Partei bei, die in Opposition zum Freiheitskämpfer Mahatma Gandhi steht, der die Gewalt strikt ablehnt. Godse nimmt eine Stellung als Redakteur bei einer Zeitung an und verliebt sich in die verheiratete Rani Mehta. Die attraktive Frau ist Anhängerin von Gandhi, und ihr Verhältnis endet auf Grund ihrer unterschiedlichen politischen Überzeugungen. 
Godse bekommt den Auftrag, Gandhi bei einem Treffen mit indischen Industriellen zu töten. Als er mit seinem Komplizen Naryan Apte auf den Zeitpunkt des Attentats wartet, erinnert er sich an Ereignisse in seinem Leben. Godse bekommt Zweifel an der Richtigkeit seiner Absicht. Er betrinkt sich mit der Prostituierten Sheila und sucht danach Rani auf. Als Rani ihn wieder abweist, will er seinen Mordauftrag nun doch durchführen. 
Polizeichef Gopal Das hat von dem beabsichtigten Attentat auf Gandhi erfahren. Er kann jedoch Gandhi nicht von dem geplanten Treffen abbringen. Auch Rani erfährt von dem Attentat. Sie kommt jedoch zu spät, um Godse aufzuhalten, der Gandhi erschießt. Godse erkennt, dass er einen großen Mann getötet hat und stellt sich freiwillig der Polizei.

## Hintergrund
Der Film wurde am 3. April 1963 in den USA uraufgeführt. In Deutschland erschien er erstmals am 30. April des gleichen Jahres in den Kinos. Er wurde auch unter dem Titel Das Attentat gezeigt.
In einer kleinen Nebenrolle ist der österreichische Schauspieler Peter Illing als Frank Ramamurti zu sehen. Eine weitere Nebenrolle ist mit Basdeo Panday besetzt, dem späteren Premierminister von Trinidad und Tobago. Der Grafikdesigner Saul Bass fertigte den Vorspann des Films. 

## Kritiken
Das Lexikon des internationalen Films urteilte: „Im Mittelpunkt steht weder der große Inder noch eine schlüssige Analyse der religiös-politischen Hintergründe seiner Ermordung, sondern die frei formulierte, nach amerikanischem Erfolgsrezept dargestellte Lebensgeschichte des jungen Mörders. Kaum mehr als buntes Abenteuerkino mit spärlicher psychologischer Vertiefung.“
Variety lobte, dass dem Attentäter durch Horst Buchholz Tiefe und Motivation gegeben worden sei.

## Auszeichnungen
1964 war Arthur Ibbetson für den BAFTA Award in der Kategorie Beste Kamera nominiert. In dieser Kategorie wurde der Filmpreis zum ersten Mal vergeben.